# يوبي سوفت ميلان
يوبي سوفت ميلان (بالإنجليزية: Ubisoft Milan)‏ ، هي شركة تطوير لعبة فيديو إيطالية، أنشئت سنة 2001م
في ميلانو والتي كانت تسمى يوبي سوفت إيطاليا قبل تغيير الاسم إلى يوبي سوفت ميلان، وهي تابعة لشركته الأم يوبي سوفت الفرنسية ، اشتهرت بتطوير سلاسل ألعاب توم كلانسي رينبو سيكس ثري.

## وصلات خارجية
- الموقع الرسمي ليوبي سوفت
- Corporate website